# Boules aux Jeux mondiaux de 2025
Navigation
Birmingham 2022 Karlsruhe 2029
Les épreuves de boules des Jeux mondiaux de 2025 ont lieu du 14 au 17 août 2025 sur le campus de l'Université du sport de Chengdu en Chine.
La pétanque et la lyonnaise sont au programme avec cette année des les épreuves masculines et féminines. Cette compétition est désormais sous l'égide de la nouvelle Fédération mondiale de boules et de pétanque fondée en 2021.

## Pétanque

### Organisation
Les équipes seront composées d'une athlète féminine et d'un athlète masculin, qui participeront à trois épreuves : tir de précision (femmes/hommes) et une compétition de double mixte.
Les fédérations suivantes sont sélectionnées :
- Pays hôte :  Chine
- Champions du monde de doublettes mixte :  Bénin
- Champions du monde 2023 de triplettes hommes :  Thaïlande
- Champions du monde 2023 de triplettes femmes :  Vietnam
- Champions du monde 2024 de triplettes hommes :  Italie
- Trois équipes selon un classement IWGA :  France,  Tunisie,  Espagne

## Lyonnaise
Les équipes seront composées d'une athlète féminine et d'un athlète masculin, qui participeront à trois épreuves : tir progressif  (femmes/hommes) et une compétition en relais mixte.

### Organisation
Les huit premières équipes du classement mondial établi à partir des résultats de la coupe du monde 2023 en relais mixte et les deux championnats du monde 2023 et 2024
1. France (249 pts)
2. Croatie (236 pts)
3. Turquie (236 pts)
4. Slovénie (227 pts)
5. Italie (178 pts)
6. Australie (136 pts)
7. Chine (125 pts) / pays hôte
8. Argentine (126 pts)

### Compétition

#### Tir progressif hommes
| Rang | Athlètes         | Round 1 | Round 2 | Total |
| ---- | ---------------- | ------- | ------- | ----- |
| 1    | Frederic Marsens | 47/50   | 44/49   | 91    |
| 2    | Ivan Solignon    | 44/47   | 39/45   | 84    |
| 3    | Gasper Pov       | 40/50   | 44/49   | 84    |
| 4    | Lucas Hecker     | 43/47   | 38/46   | 81    |
| 5    | Zhang Xiaohui    | 39/49   | 40/49   | 79    |
| 6    | Mehmet Can Yakin | 32/48   | 41/48   | 73    |
| 7    | Daniel Samsa     | 38/48   | 34/46   | 72    |
| 8    | Marino Milicevic | 43/48   | DNS     | 43    |

|  | Demi-finales     | Demi-finales |                  |    | Finale | Finale |
|  | Demi-finales     | Demi-finales |                  |    | Finale | Finale |
|  |                  |              |                  |    |        |        |
|  |                  |              |                  |    |        |        |
|  |                  |              |                  |    |        |        |
|  | Frederic Marsens | 46           |                  |    |        |        |
|  | Frederic Marsens | 46           |                  |    |        |        |
|  | Lucas Hecker     | 42           |                  |    |        |        |
|  | Lucas Hecker     | 42           | Frederic Marsens | 45 |        |        |
|  |                  |              | Frederic Marsens | 45 |        |        |
|  |                  | Gasper Pov   | 39               |    |        |        |
|  | Ivan Solignon    | Gasper Pov   | 39               | 42 |        |        |
|  | Ivan Solignon    |              |                  | 42 |        |        |
|  | Gasper Pov       | 43           |                  |    |        |        |
|  | Gasper Pov       | 43           | 3e place         |    |        |        |
|  |                  |              |                  |    |        |        |
|  |                  |              |                  |    |        |        |
|  |                  |              |                  |    |        |        |
|  | Lucas Hecker     | 38           |                  |    |        |        |
|  | Lucas Hecker     | 38           |                  |    |        |        |
|  | Ivan Solignon    | 42           |                  |    |        |        |
|  | Ivan Solignon    | 42           |                  |    |        |        |

#### Tir progressif femmes
| Rang | Athlètes         | Round 1 | Round 2 | Total |
| ---- | ---------------- | ------- | ------- | ----- |
| 1    | Inci Ozturk      | 36/42   | 36/43   | 72    |
| 2    | Lisa Gouilloud   | 34/46   | 38/46   | 72    |
| 3    | Wang Chenyi      | 31/45   | 39/46   | 70    |
| 4    | Jacqueline Kosir | 29/47   | 37/47   | 66    |
| 5    | Natalie Gamba    | 32/43   | 34/43   | 66    |
| 6    | Ria Vojkovic     | 28/40   | 33/40   | 61    |
| 7    | Nicole Samsa     | 18/40   | 18/40   | 36    |
| 8    | Milagros Pereyra | 12/40   | 15/39   | 27    |

|  | Demi-finales     | Demi-finales |             |    | Finale | Finale |
|  | Demi-finales     | Demi-finales |             |    | Finale | Finale |
|  |                  |              |             |    |        |        |
|  |                  |              |             |    |        |        |
|  |                  |              |             |    |        |        |
|  | Inci Ozturk      | 39           |             |    |        |        |
|  | Inci Ozturk      | 39           |             |    |        |        |
|  | Jacqueline Kosir | 27           |             |    |        |        |
|  | Jacqueline Kosir | 27           | Inci Ozturk | 37 |        |        |
|  |                  |              | Inci Ozturk | 37 |        |        |
|  |                  | Wang Chenyi  | 40          |    |        |        |
|  | Lisa Gouilloud   | Wang Chenyi  | 40          | 39 |        |        |
|  | Lisa Gouilloud   |              |             | 39 |        |        |
|  | Wang Chenyi      | 41           |             |    |        |        |
|  | Wang Chenyi      | 41           | 3e place    |    |        |        |
|  |                  |              |             |    |        |        |
|  |                  |              |             |    |        |        |
|  |                  |              |             |    |        |        |
|  | Lisa Gouilloud   | 33           |             |    |        |        |
|  | Lisa Gouilloud   | 33           |             |    |        |        |
|  | Jacqueline Kosir | 34           |             |    |        |        |
|  | Jacqueline Kosir | 34           |             |    |        |        |

#### Tir en relais
| Rang | Athlètes  | Round 1 | Round 2 | Total |
| ---- | --------- | ------- | ------- | ----- |
| 1    | Italie    | 48/57   | 50/57   | 98    |
| 2    | France    | 50/58   | 46/58   | 96    |
| 3    | Chine     | 43/59   | 48/59   | 91    |
| 4    | Turquie   | 43/56   | 48/57   | 91    |
| 5    | Slovénie  | 40/58   | 45/59   | 85    |
| 6    | Argentine | 38/53   | 34/53   | 72    |
| 7    | Australie | 31/55   | 37/53   | 68    |
| 8    | Croatie   | 41/55   | DNS     | 41    |

|  | Demi-finales | Demi-finales |          |    | Finale | Finale |
|  | Demi-finales | Demi-finales |          |    | Finale | Finale |
|  |              |              |          |    |        |        |
|  |              |              |          |    |        |        |
|  |              |              |          |    |        |        |
|  | Italie       | 47           |          |    |        |        |
|  | Italie       | 47           |          |    |        |        |
|  | Turquie      | 44           |          |    |        |        |
|  | Turquie      | 44           | Italie   | 48 |        |        |
|  |              |              | Italie   | 48 |        |        |
|  |              | Chine        | 44       |    |        |        |
|  | France       | Chine        | 44       | 42 |        |        |
|  | France       |              |          | 42 |        |        |
|  | Chine        | 46           |          |    |        |        |
|  | Chine        | 46           | 3e place |    |        |        |
|  |              |              |          |    |        |        |
|  |              |              |          |    |        |        |
|  |              |              |          |    |        |        |
|  | Turquie      | 46           |          |    |        |        |
|  | Turquie      | 46           |          |    |        |        |
|  | France       | 49           |          |    |        |        |
|  | France       | 49           |          |    |        |        |

## Médaillés
| Épreuves                | Or                                                         | Argent                                             | Bronze                                    |
| Pétanque                | Pétanque                                                   | Pétanque                                           | Pétanque                                  |
| ----------------------- | ---------------------------------------------------------- | -------------------------------------------------- | ----------------------------------------- |
| Tir de précision hommes | Marcel Gbetable                                            | Andréa Chiapello                                   | Ratchata Khamdee                          |
| Tir de précision femmes | Mouna Beji Ep Matoussi                                     | Yan Linlin                                         | Nantawan Fueangsanit                      |
| Doublette mixte         | Tunisie- Mohamed Khaled Bougriba - Mouna Beji Ep Mattoussi | Thaïlande- Ratchata Khamdee - Nantawan Fueangsanit | France- Lucas Desport - Sandrine Poinsot  |
| Lyonnaise               |                                                            |                                                    |                                           |
| Tir progressif hommes   | Frédéric Marsens                                           | Gasper Povh                                        | Ivan Soligon                              |
| Tir progressif femmes   | Wang Chenyi                                                | İnci Ece Öztürk                                    | Jacqueline Košir                          |
| Tir en relais mixte     | Italie- Ivan Soligon - Natalie Gamba                       | Chine- Zhang Xiaohui - Wang Chenyi                 | France- Frédéric Marsens - Lisa Gouilloud |

## Tableau des médailles
| Rang  | Nation | Or | Argent | Bronze | Total |
| ----- | ------ | -- | ------ | ------ | ----- |
| Total | Total  | -  | -      | -      | -     |